# Филипе Масони
Филипе Масони (фр. Philippe Massoni; Марсељ, 13. јануар 1936 — Париз, 14. фебруар 2015) био је од 2002. до 2007. представник председника Француске у Андори. До постављања је руководио полицијом Париза. Наследила га је Емануел Мињон.